# Wadi el-Mafjar

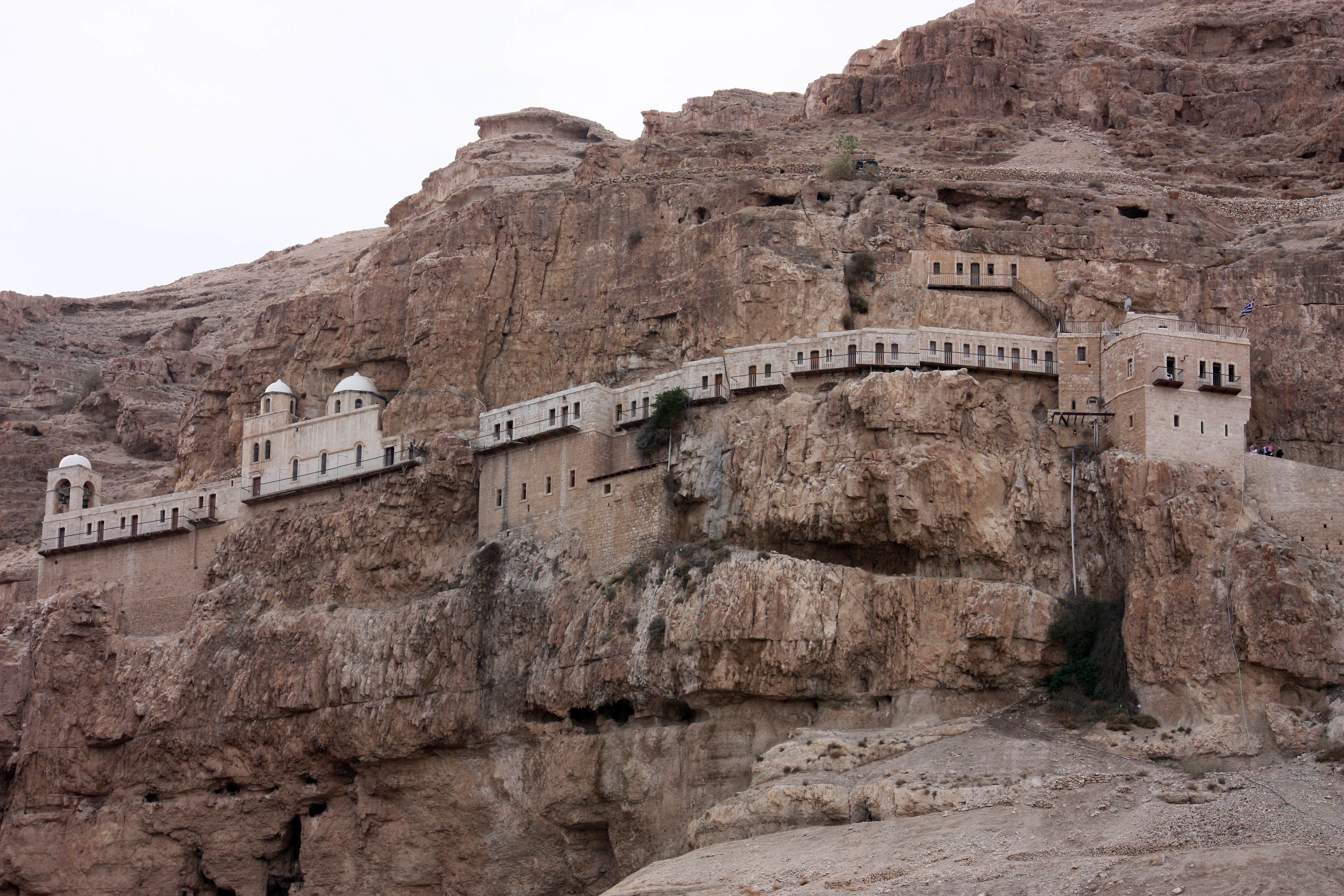
Kloster Qarantal

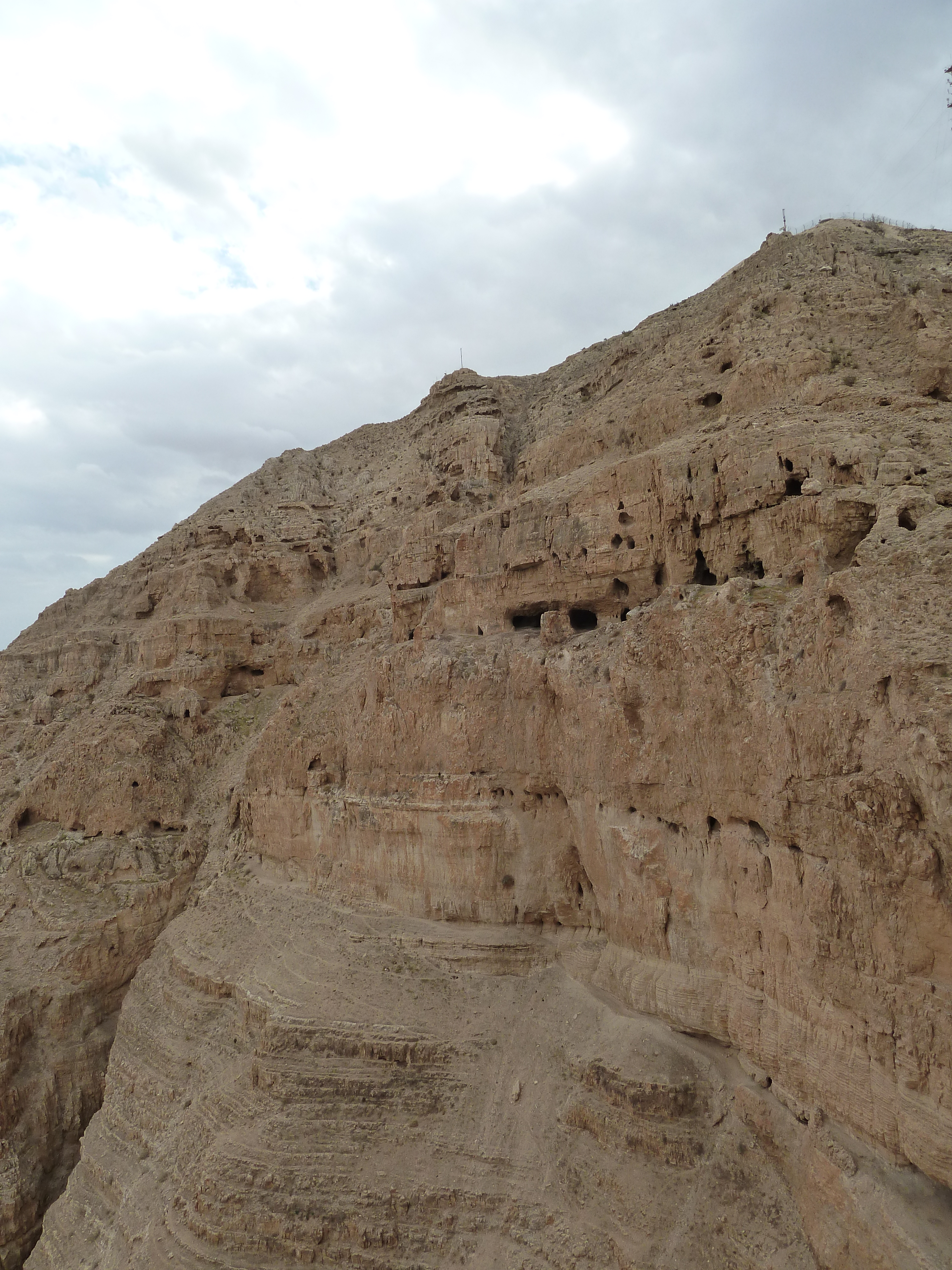
Blick vom Kloster Qarantal auf den gegenüberliegenden Hang mit den Höhlen von Ketef Jericho

Wadi el-Mafjar (arabisch وادي المفجر, DMG Wādī l-Mafǧar) ist ein Tal (Wadi) im Westjordanland, das durch mehrere archäologische Fundstätten bekannt ist.

## Literarische Bezeugung
Auf der Nordseite des Wadi wurde in hasmonäischer Zeit die Festung Dok erbaut, in der Simon Makkabäus und mehrere Familienangehörige 135 v. Chr. einem Mordanschlag zum Opfer fielen.
Chariton der Bekenner, eine Gründergestalt des palästinischen Mönchtums, lebte zunächst mit einigen Anhängern in den Höhlen bei Jericho und überließ dann ein mittlerweile nahe der Ruine von Dok gebautes Kloster der Leitung seines Schülers Elpidius, eines Asketen und Mystikers. Im 5. Jahrhundert n. Chr. stand eine Kirche auf dem Hochplateau, die das Zentrum der byzantinischen Mönchssiedlung bildete. In Folge des Perserüberfalls 614 n. Chr. wurde die Siedlung aufgegeben, bzw. nur noch von wenigen Einsiedlern bewohnt.
Eine schon in der Spätantike bezeugte Tradition suchte in dieser Region die Orte der Versuchung Jesu durch den Teufel; im 14./15. Jahrhundert erfolgte dann die Festlegung auf die Höhlen am Hang als dem Ort, wo Jesus fastete und Steine zu Brot verwandeln sollte (erste Versuchung); auf der Anhöhe wurde dagegen kommemoriert, dass der Teufel Jesus alle Reiche der Welt gezeigt habe (dritte Versuchung) – der Ort der zweiten Versuchung war die Zinne des Jerusalemer Tempels. Von 1874 an wurde das moderne Kloster Qarantal am Steilhang erbaut; ein geplantes Kloster auf der Höhe blieb unvollendet.

## Archäologie
Die Höhlen an der Nordseite des Wadi el-Mafjar gehören zur Mönchssiedlung von Qarantal. Es handelt sich um rund 25 Wohnhöhlen, die seit byzantinischer Zeit erweitert wurden und die mit dem modernen Kloster Qarantal überbaut sind.
Die unbewohnten Höhlen auf der gegenüberliegenden, südlichen Seite wurden erstmals 1979 vom israelischen Höhlenforschungszentrum untersucht. Der Zufallsfund (1984) eines hölzernen Kammes aus der Zeit des Bar-Kochba-Aufstands war dann 1986 Anlass für eine Untersuchung des Hanges und seiner Höhlen durch israelische Archäologen unter Leitung von Hanan Eshel. Der Hang erhielt einen biblischen Namen: hebräisch כתב ירחו Ketef Jericho, vgl. Jos 18,12 .

### Höhle des Abi᾽or
Die modern benannte Höhle ist 25 m lang und hat drei Eingänge, einen etwa 5 m über einer natürlichen Terrasse an der Südseite des Wadi el-Mafjar und zwei höhergelegene. Von dem Hauptraum gelangt man in eine innere Kammer. Die Höhle ist durchweg so niedrig, dass man nicht aufrecht stehen kann. Spuren menschlicher Anwesenheit stammen aus der Kupfersteinzeit, der Mittleren Bronzezeit, der Römischen Kaiserzeit (Bar-Kochba-Aufstand), der Mamlukenzeit (14. Jahrhundert), 1948 und 1967.
Die meisten Funde stammen aus der Zeit des Bar-Kochba-Aufstands. Eine Gruppe von 28 Männern, Frauen und Kindern hatte offenbar in der Höhle Zuflucht gesucht und starb an einer Rauchvergiftung, als sie von römischen Soldaten entdeckt wurden und diese ein Feuer vor der Höhle entzündeten. Die archäobotanische Untersuchung ergab, dass die Geflohenen wenig Proviant mitgenommen hatten und sich von Wildfrüchten ernährten, die in der Umgebung der Höhle wuchsen.
Einige antike Papyrusfragmente wurden im hinteren Winkel der Abi᾽or-Höhle gefunden, weitere Fragmente in einem Erdhaufen unterhalb des Höhleneingangs, der wohl im 14. Jahrhundert aus der Höhle geschafft wurde. Der Text der Papyri ist teils aramäisch, teils griechisch. Soweit paläografisch datiert, stammen mehrere Dokumente aus dem 4. Jahrhundert v. Chr.; vielleicht wurden sie von Bewohnern Jerichos in die Höhle gebracht, als diese sich 312 v. Chr. vor Deportierungen unter Ptolemaios I. versteckten. Die übrigen Texte stammen aus dem 2. Jahrhundert n. Chr.

### Höhle der Sandale
Die modern benannte, etwa 15 m lange Sandalenhöhle befindet sich etwa 300 m südlich der Höhle des Abi᾽or und hat nur einen Eingang. In der Kupfersteinzeit und der Frühen Bronzezeit diente die Höhle als Begräbnisplatz (sieben Skelette). Während des Bar-Kochba-Aufstands war sie ebenfalls eine Fluchthöhle. Fünf Personen starben in dieser Höhle, mutmaßlich an Rauchvergiftung. Sie hatten Keramik, Öllampen und Glas, Ledersandalen, Seile und Körbe in die Höhle mitgenommen. Sie besaßen auch Schmuck (goldene Ringe, ein Ohrring, ein silberner Kosmetikspiegel). Insgesamt 26 römische Silber- und Bronzemünzen waren an drei Stellen im Höhlenboden vergraben worden.